# Batalla de Strangford Lough
La batalla de Strangford Lough fue un conflicto armado que se libró en 877 entre dos facciones de vikingos rivales descritos en los Anales irlandeses como «paganos blancos» y los «paganos oscuros», calificativo que asignaban a los vikingos noruegos y daneses respectivamente. Los Anales de Ulster describen a un caudillo llamado Albann, una figura generalmente identificada con Halfdan Ragnarsson, un líder del Gran ejército pagano, como rey de los paganos oscuros, y Cogad Gáedel re Gallaib identifica a Bárid mac Ímair, rey de Dublín como el líder de los paganos blancos. Todas las fuentes coinciden en que Halfdan murió en la batalla, y Cogad Gáedel re Gallaib agrega que Bárid resultó herido en ella.
En algún momento entre 850 y 860 los tres hermanos vikingos Ímar, Amlaíb Conung y Auisle comenzaron su reinado como reyes de Dublín. Ímar murió in 873, Amlaíb en 874 y Auisle en 867; posiblemente Bárid, hijo de Ímar accedió al trono. Algunos historiadores sugieren que Oistin mac Amlaíb, hijo de Amlaíb gobernó en diarquía con Bárid. Otros historiadores opinan que  Halfdan Ragnarsson era hermano de Ímar, Amlaíb y Auisle, y por lo tanto tío de Bárid y Oistin. Halfdan no aparece descrito como gobernante en Irlanda en las fuentes contemporáneas, a diferencia de sus hermanos. Sin embargo, se le describe como uno de los caudillos del Gran ejército pagano que invadieron los reinos anglosajones de Inglaterra a partir de 865. Si Halfdan aparece identificado como hermano de los tres reyes de Dublín, se debe porque en la Crónica anglosajona es citado como hermano de otro líder del Gran Ejército Pagano, Ívarr. Ívarr está considerado a menudo como el mismo Ímar, sobre todo porque Ímar está ausente de los registros irlandeses durante el periodo que ostentaba el liderazgo del Gran Ejército Pagano. Según las sagas nórdicas, Halfdan era hijo del legendario Ragnar Lodbrok, pero la figura histórica de Ragnar está discutida y la identificación de Ragnar como padre de Halfdan es incierta.

## Registros históricos
Las fuentes históricas durante este periodo son las sagas nórdicas y los Anales irlandeses. Algunos de esos anales como los Anales de Ulster se cree que son citas contemporáneas más fiables, ya que las sagas se escribieron mucho más tarde y algunos eventos tienen poco respaldo histórico. Los anales de los cuatro maestros y los anales fragmentarios de Irlanda son también compilaciones tardías, contenido que procede de otros anales contemporáneos, así como las sagas.
Los anales de Ulster fechan la batalla en 877: 

Un conflicto en Loch Cuan entre Dubgaill y Finngaill, en el cual Albann, rey de los paganos oscuros, cayó.

Los anales de los Cuatro Maestros y Chronicon Scotorum ofrecen la misma versión. 
Cogad Gáedel re Gallaib amplía la cita de los Anales de Ulster :

Una batalla se libró entre ellos […] los gentiles blancos y los gentiles oscuros. Es decir entre Barith [Bárid] y el hijo de Ragnar, donde cayó el hijo de Ragnar y muchos con él; pero Bairith fue herido allí.

En este último relato, Halfdan se identifica con «hijo de Ragnall». Sin embargo, esto es problemático ya que en los anales fragmentarios el nombre de Ímar, Amlaíb y el padre de Auisle es Gofraid, no Ragnall. Es posible que Ragnall sea simplemente una representación de Ragnar Lodbrok, quien es nombrado como el padre de Halfdan en las sagas posteriores (y más dudosas históricamente).